# 指尖相觸，戀戀不捨
《指尖相觸，戀戀不捨》是森下suu所創作的日本漫畫，開始連載於講談社雜誌《Dessert》2019年9月號。2023年7月5日，宣佈改編電視動畫，由亞細亞堂製作，於2024年1月至3月播放全12集。故事環繞著天生有聽覺障礙的女大學生糸瀨雪邂逅同校學長波岐逸臣，延伸的經歷。
漫畫獲選2024年「BookLive 讀者票選」戀愛·喜劇漫畫類第2名，僅次於《和山田談場Lv999的戀愛》。入圍第48屆講談社漫畫賞少女部門，但惜敗於《きみの橫顔を見ていた》。

## 故事概要
糸瀨雪是名天生聽力障礙的女大學生，受身體障礙影響，她在生活上面臨許多不便，還為了和他人交流學習手語。某日她遇上困難時，遇見同校學長波岐逸臣伸出援手，以此契機兩者開始頻繁接觸拉近距離，同時環繞在身邊的人們也懷抱著各自的情感問題。

## 角色列表
糸瀨雪（聲：諸星堇）
天生聽力障礙的女大學生。最喜歡可愛的東西、朋友還有SNS，被能夠不動聲色地自然對待聽不見的自己，並見識到新世界的大學學長逸臣所吸引。
波岐逸臣（聲：宮崎遊）
和雪就讀同一所大學的學長。是個經常在海外旅行的背包客，除了日語之外、還能說英語和德語，會一點點漢語中文，也在學習西班牙語。以和雪相遇為契機，開始對手語產生興趣。在堂兄弟京彌所經營的咖啡酒吧打工。
蘆沖櫻志（聲：大塚剛央）
雪的青梅竹馬。雖然會手語，但總是比些衝撞、針鋒相對的話語。對和雪開始變得親密的逸臣，投去了不信任的目光。
波岐京彌（聲：逢坂良太）
逸臣的堂兄弟。咖啡酒吧的店長。見識過了形形色色的人，雖然能參與商談，但一旦關係到自己就會變得消極。
藤白玲（聲：本渡楓）
雪的朋友。和逸臣在同一個國際社團。是個會照顧人的女孩子，為對逸臣的感情產生動搖的雪提供建議，並積極地撮合兩人。對京彌抱有憧憬的感情。
中園愛瑪（聲：東山奈央）
逸臣高中時的同學。就算自己對逸臣抱有好感，而進行抱上去或是上門這種積極行動，也還是會被逸臣輕描淡寫地避開。
伊柳心（聲：畠中祐）
逸臣高中時的同學，現在當美容師。雖然平日高冷，但一旦喝了酒就會驟變為開朗的性格。經常和愛瑪混在一起，是她的戀愛商談對象。知道愛瑪對逸臣的一片心意，然而自己也是從高中時期就一直暗戀愛瑪。

## 出版書籍
| 卷數 | 講談社         | 講談社                                                  |
| 卷數 | 發售日期       | ISBN                                                    |
| ---- | -------------- | ------------------------------------------------------- |
| 1    | 2019年12月13日 | ISBN 978-4-06-518062-4                                  |
| 2    | 2020年5月13日  | ISBN 978-4-06-519501-7                                  |
| 3    | 2020年10月13日 | ISBN 978-4-06-520971-4                                  |
| 4    | 2021年3月12日  | ISBN 978-4-06-522634-6                                  |
| 5    | 2021年9月13日  | ISBN 978-4-06-524820-1                                  |
| 6    | 2022年3月11日  | ISBN 978-4-06-527138-4                                  |
| 7    | 2022年9月13日  | ISBN 978-4-06-529176-4 ISBN 978-4-06-529026-2（特裝版） |
| 8    | 2023年2月13日  | ISBN 978-4-06-530723-6                                  |
| 9    | 2023年7月13日  | ISBN 978-4-06-531847-8                                  |
| 10   | 2023年12月13日 | ISBN 978-4-06-534044-8                                  |
| 11   | 2024年7月11日  | ISBN 978-4-06-536193-1                                  |
| 12   | 2025年2月13日  | ISBN 978-4-06-538493-0                                  |

## 電視動畫
2023年7月5日，宣佈獲改編為將於2024年1月首播的電視動畫，動畫製作公司是亞細亞堂。

### 製作人員
- 原作：森下suu
- 導演、分鏡：村野佑太
- 系列構成、編劇：米內山陽子
- 人物設定：酒井香澄
- 音樂：橋本由香利
- 動畫製作：亞細亞堂[3]

### 主題曲
片頭曲雪の音
作詞：竹中雄大，作曲：竹中雄大、沖聰次郎，編曲、主唱：Novelbright
片尾曲snowspring
作詞、作曲：麗，主唱：チョーキューメイ

### 各話列表
| 話數    | 標題                 | 演出             | 作畫監督                                                                                       | 首播日期      |
| ------- | -------------------- | ---------------- | ---------------------------------------------------------------------------------------------- | ------------- |
| Sign.1  | 雪的世界             | 村野佑太         | 、辻加奈子、玉利和枝、西岡夕樹                                                                 | 2024年 1月6日 |
| Sign.2  | 陷入愛河             | 松尾晋平         | 辻加奈子、大竹紀子、遠藤江美子、玉利和枝                                                       | 1月13日       |
| Sign.3  | 某人想起某人         | 山本辰           | 黃鳳、姚遠、趙玲、陳玉峰、顧金秋、杭新華、暴龍                                                 | 1月20日       |
| Sign.4  | 用怎樣的聲音         | 渡邊峻           | 市來剛、西岡夕樹                                                                               | 1月27日       |
| Sign.5  | 回答                 | 岡英和           | 、高橋晃平、林夏菜、中山和子                                                                   | 2月3日        |
| Sign.6  | 想要一直看著         | 松尾晋平         | 、辻加奈子                                                                                     | 2月10日       |
| Sign.7  | 讓我來介紹我的女朋友 | 渡邊峻           | 、辻加奈子、和田清美                                                                           | 2月17日       |
| Sign.8  | 跨出一步             | 村野佑太         | 飯飼一幸                                                                                       | 2月24日       |
| Sign.9  | 不想回去             | 岡英和、松尾晉平 | YUKI、STUDIO MASSKET                                                                           | 3月2日        |
| Sign.10 | 櫻志的世界           | 藤中達也         | 高梨光、中山智貴、津幡佳明、片岡英之、高橋紀子、永田有香、                                     | 3月9日        |
| Sign.11 | 約定                 | 渡邊峻           | 、和田清美、李紋籠、孫一銘                                                                     | 3月16日       |
| Sign.12 | 我們的世界           | 村野佑太         | 永田亞美、和田清美、辻加奈子、角田茉央、海岸麻由子、櫛引菖子、角田有希、西岡夕樹、遠藤江美子、 | 3月23日       |

### 藍光光碟
| 卷數 | 發行日期      | 收錄話數       | 規格編號  |
| ---- | ------------- | -------------- | --------- |
| 1    | 2024年4月26日 | 第1話－第3話   | GNXA-2481 |
| 2    | 2024年5月29日 | 第4話－第6話   | GNXA-2482 |
| 3    | 2024年6月26日 | 第7話－第9話   | GNXA-2483 |
| 4    | 2024年7月26日 | 第10話－第12話 | GNXA-2484 |

### 播映平台
| 播映地區 | 播映平台          | 播映日期              | 播映時間              | 備註 |
| -------- | ----------------- | --------------------- | --------------------- | ---- |
| 臺灣     | 巴哈姆特動畫瘋    | 2024年1月6日－3月23日 | 星期六 21:30（UTC+8） |      |
| 臺灣     | 中華電信MOD       | 2024年1月6日－3月23日 | 星期六 21:30（UTC+8） |      |
| 臺灣     | Hami Video        | 2024年1月6日－3月23日 | 星期六 21:30（UTC+8） |      |
| 臺灣     | Ofiii 歐飛        | 2024年1月6日－3月23日 | 星期六 21:30（UTC+8） |      |
| 臺灣     | MyVideo           | 2024年1月6日－3月23日 | 星期六 21:30（UTC+8） |      |
| 臺灣     | friDay影音        | 2024年1月6日－3月23日 | 星期六 21:30（UTC+8） |      |
| 臺灣     | bbTV              | 2024年1月6日－3月23日 | 星期六 21:30（UTC+8） |      |
| 臺灣     | KKTV              | 2024年1月6日－3月23日 | 星期六 21:30（UTC+8） |      |
| 臺灣     | LINE TV           | 2024年1月6日－3月23日 | 星期六 21:30（UTC+8） |      |
| 臺灣     | 亂搭              | 2024年1月6日－3月23日 | 星期六 21:30（UTC+8） |      |
| 臺灣     | 木棉花 TW YouTube | 2024年1月6日－3月23日 | 星期六 21:30（UTC+8） |      |

## 來源
1. 1 2  . Natalie. 2019-07-24  [2023-07-05]. （原始内容存档于2023-03-07） （日语）.
2. ↑  . BookLive.   [2024-08-31]. （原始内容存档于2024-08-31）.
3. 1 2 3 4  . Natalie. 2023-07-05  [2023-07-05]. （原始内容存档于2023-07-11） （日语）.
4. 1 2 3  . アニメイトタイムズ. アニメイト. 2023-10-20  [2024-01-05]. （原始内容存档于2024-01-05） （日语）.
5. 1 2 3 4  . アニメイトタイムズ. アニメイト. 2023-11-23  [2024-01-05]. （原始内容存档于2023-12-07） （日语）.

## 外部連結
- 漫畫官方網站（日語）
- 電視動畫官方網站（日語）
- 電視動畫的X（前Twitter）（日語）